# 稲田龍吉

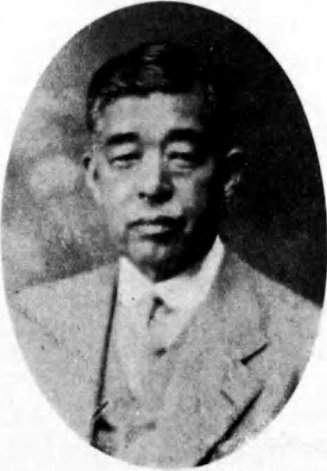
稲田龍吉

稲田 龍吉（いなだ りょうきち、1874年（明治7年）3月18日 - 1950年（昭和25年）2月27日）は、愛知県名古屋市出身の細菌学者。九州帝国大学医学部第一内科初代教授、恩賜財団母子愛育会愛育研究所（現・日本総合愛育研究所）初代所長を歴任。東京大学名誉教授、医学者。

## 来歴・人物
洋学校を経て上京し、共立学校などの予備校に在籍した後、第一高等中学校を経て1895年（明治28年）帝国大学医科大学（現 東京大学医学部）に入学、1900年（明治33年）に首席で卒業し、青山胤通教授の内科教室に入局。
1902年（明治35年）から文部省海外留学生としてドイツに公費留学。1905年（明治38年）京都帝国大学福岡医科大学内科学第一講座初代教授に着任（現九州大学医学部第一内科（病態修復内科））。
ワイル病の病原体スピロヘータを発見し、1919年（大正8年）には共同研究者の井戸泰とともにノーベル生理学・医学賞の候補となる。また、九州や四国の風土病だった出血性黄疸の病原体もワイル病病原体と同じであることを立証した。
1920年（大正9年）、東京帝国大学教授に就任。1928年（昭和3年）、帝国学士院会員。1934年（昭和9年）に癌研究会附属病院が開設された時に初代院長となった。1938年（昭和13年）には恩賜財団母子愛育会愛育研究所の開所に伴いその初代所長に就任し、日本の児童と母性に関する研究の発展に尽力した。1942年（昭和17年）より日本医療団総裁、1943年（昭和18年）より新正日本医師会会長を務める。また結核予防会副会長も兼務。1944年（昭和19年）文化勲章受章。 1949年（昭和24年）日本初の一般向け医学書として「家庭の医学」を 東京帝国大学の同級生だった日本医大学長の塩田広重とともに責任編集を行い、時事通信社より発行した。
九州大学馬出地区には稲田の業績を称えた「稲田通り」がある。

## 栄典
- 1915年（大正4年）3月10日 - 正五位[2]
- 1940年（昭和15年）8月15日 - 紀元二千六百年祝典記念章[3]

## 親族
- 稲田見龍 - 父
- 稲田三之助 - 弟。逓信官僚。早稲田大学理工学部教授。岳父の加納謙は東京控訴裁判所検事長。相婿に間島弟彦。
- 稲田進 - 次弟。岡山医科大学教授。九州帝国大学医科大学卒。岳父に同大名誉教授・大西克知。
- 稲田宣男 - 甥（兄・宣四郎の子）。京城帝国大学助教授

## ギャラリー

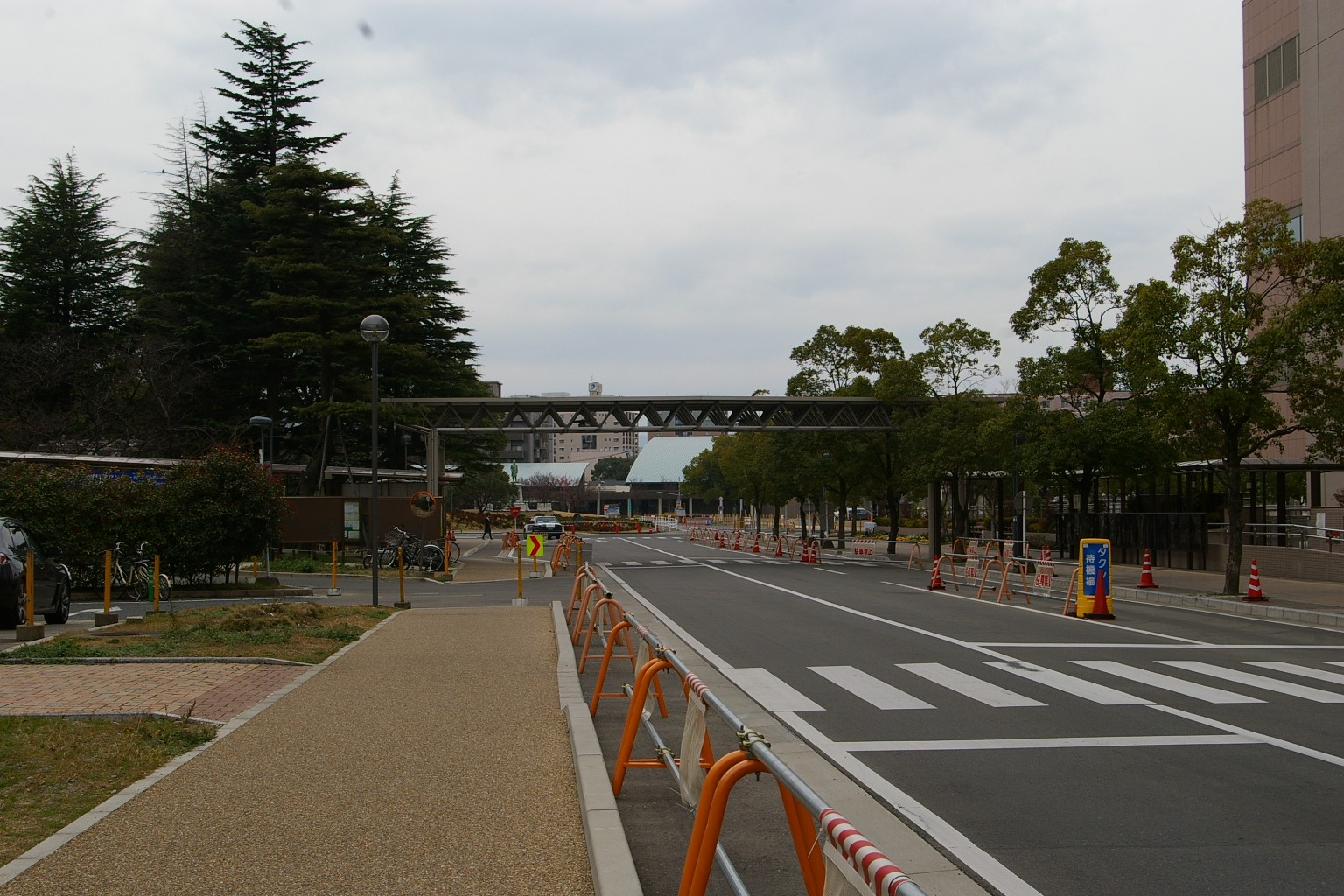
「稲田通り」
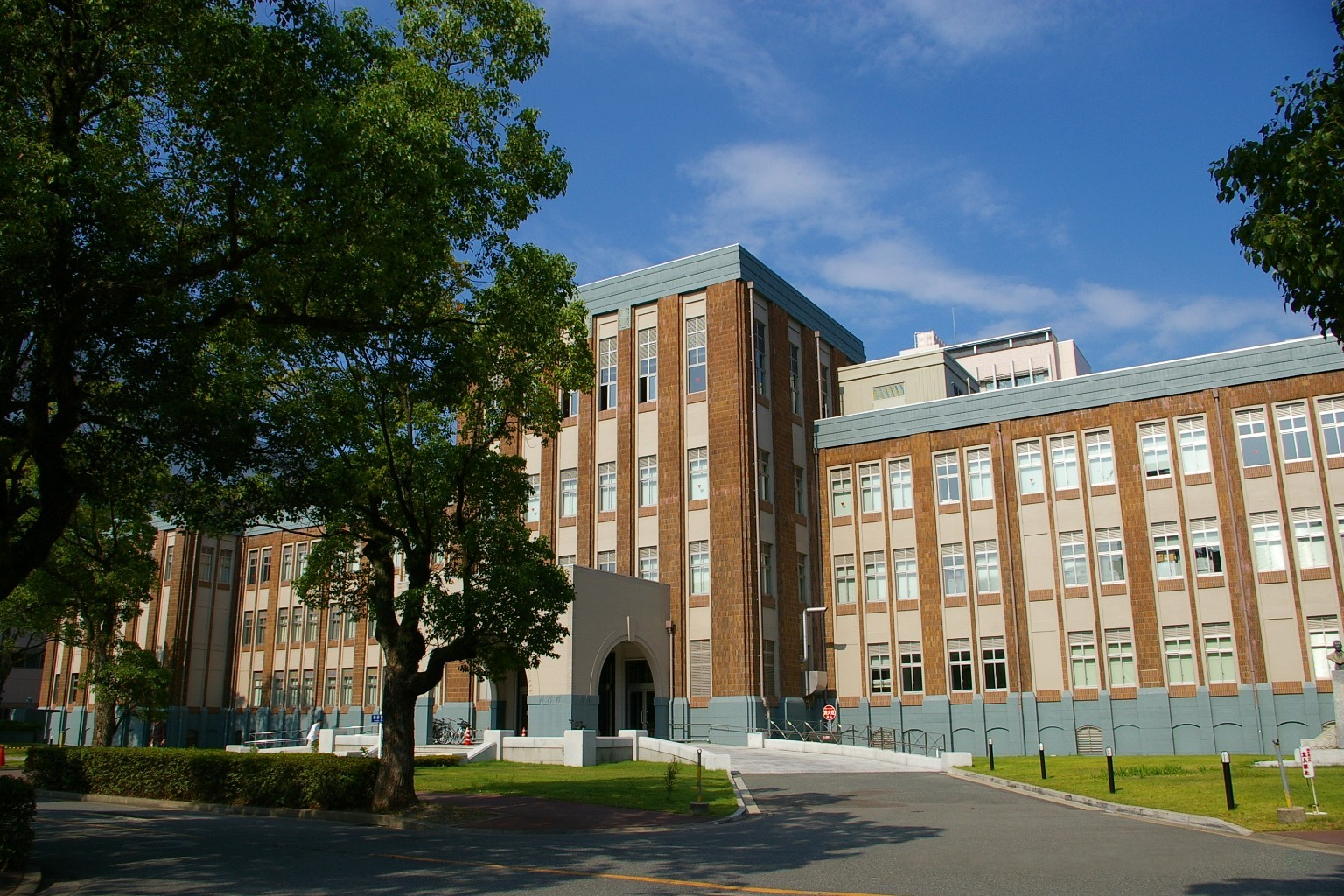
九州大学医学部基礎研究A棟
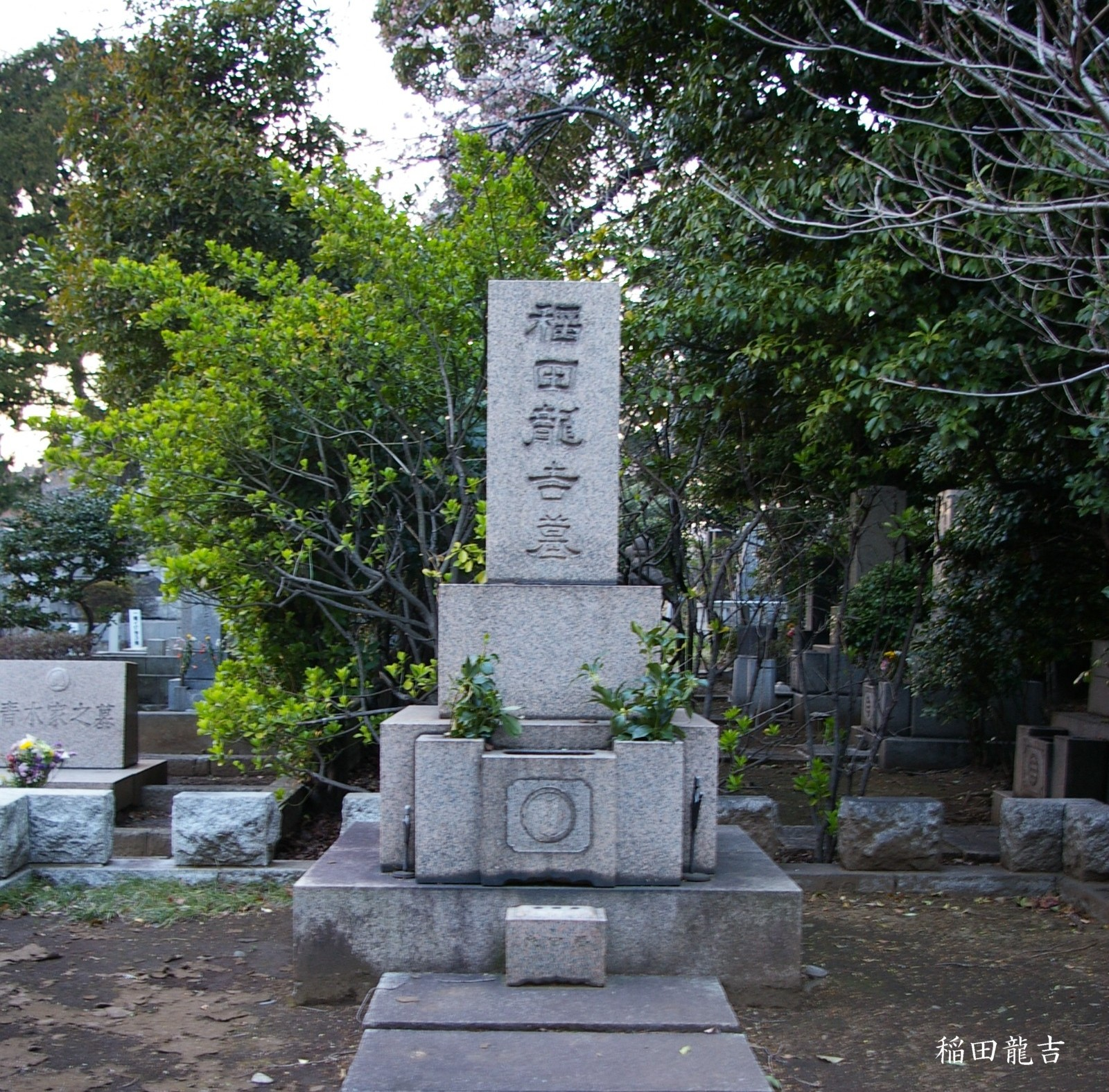
墓碑(青山霊園)